# Титов-Врх
Титов-Врх (макед. Титов Врв) — высочайший пик горного хребта Шар-Планина на территории Северной Македония, вторая по высоте гора в Северной Македонии после Кораба. Ранее был третьей по высоте горой в Югославии.
Высота над уровнем моря — 2748 м.
Титов-Врх расположен на северо-западе страны примерно в 12 км к западу от г. Тетово, недалеко от границы Северной Македонии и Сербии (частично признанной Республики Косово).

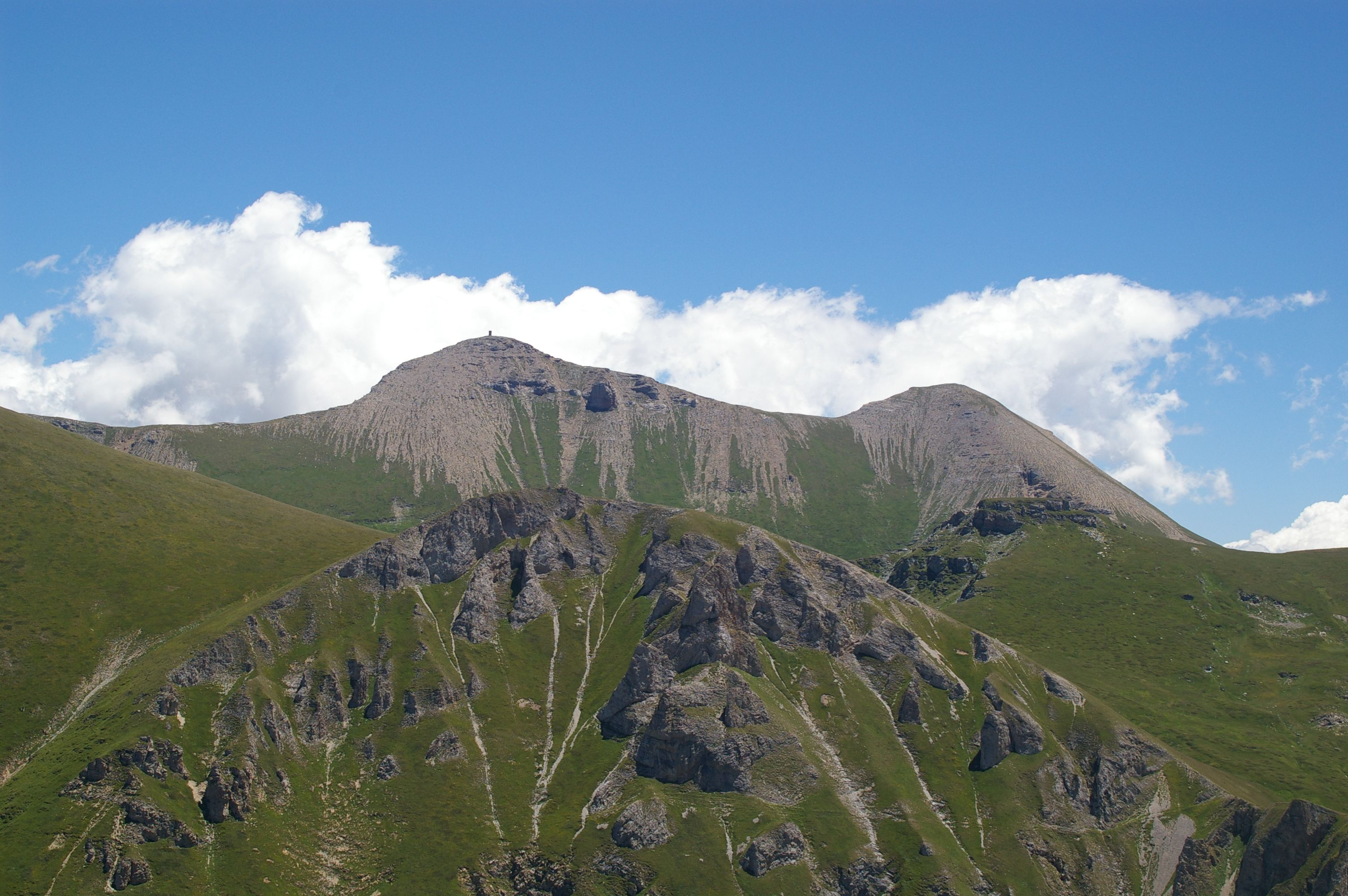
Вершины Титов-Врх (2748 м) и Мал Турчин (2707 м)

Титов-Врх в 1953 году был назван в честь югославского лидера Иосипа Броз Тито. Ранее назывался Голем турчин (Большой Турок), с 1934 — Александров-Врх, в честь убитого князя Сербии Александра Карагеоргиевича. Во время Второй мировой войны болгарские власти восстановили традиционное название. После провозглашения независимости Республики Македонии в 1991 году название осталось прежним.
Ежегодно в последние выходные мая месяца, горный клуб «Љуботен» организует восхождение на Титов-Врх.